# National Airlines (N8)
National Airlines is een Amerikaanse luchtvaartmaatschappij met haar basis in Ypsilanti, Michigan. De luchtvaartmaatschappij voert zowel vracht- als passagiersvluchten uit. National Airlines heeft haar hoofdhub op de Orlando International Airport.

## Geschiedenis
De luchtvaartmaatschappij is in 1985 opgericht. De eerste vlucht vond in december 1985 plaats. De eerste toestellen die tot National Airlines' vloot behoorden waren Mitsubitshi MU-2's welke het gebruikte voor vrachtvervoer.
Murray Air en Murray Aviation bundelden hun krachten in 2005 waarna het werd overgenomen door National Air Cargo. Murray Air veranderde haar naam in 2008 in National Airlines en opereert onder de vlag van de National Air Cargo Group, Inc.
National Airlines verzorgde tot voorheen geplande chartervluchten van Oakland County International Airport naar Kokomo Municipal Airport in Kokomo, Chicago Rockford International Airport in Rockford, Spirit of St. Louis Airport in St. Louis en Toronto Pearson International Airport in Toronto. Sommige vluchten maakten tussenlandingen op Willow Run Airport in Ypsilanti. Deze vluchten werden uitgevoerd voor werknemers van Chrysler en ook werden vrije stoelen verkocht aan mensen die niet tot Chrysler behoorden. De vluchten werden uitgevoerd met Saab 340's en BAe Jetstream 31's.
Op het gebied van vrachtvervoer gebruikte National Airlines drie Douglas DC-8-modellen: twee DC-8-63CF's en één DC-8-71F. Vluchten met deze toestellen werden wereldwijd uitgevoerd. Vluchten naar de vliegbasis in Bagram in Afghanistan begonnen in april 2009, waarna deze later verlegd werden naar Kandahar International Airport. In 2010 stopte National Airlines met het vliegen op deze locaties met DC-8's, de laatste vlucht vond plaats in mei 2012. Het bedrijf had in de zomer van 2010 drie Boeing 747-400BCF-toestellen gekocht. Deze werden tot 2011 gebruikt door Air Atlanta Icelandic.
In mei 2011 leaste National een Boeing 757-200 in all pax configuration en begon chartervluchten met het toestel vanuit Dubai. 
De hub van de airline was oorspronkelijk Willow Run Airport, maar in 2013 verhuisde het bedrijf naar Orlando International Airport.

## Het bedrijf
Het hoofdkantoor van National Air Cargo bevindt zich in Orchard Park, New York. Het bedrijf heeft onder de vlag van National Airlines kantoren in Orlando.

## Vloot
De vloot van National Airlines bestaat uit de volgende toesteltypes:
- Boeing 747-400ERF
- Boeing 747-400BCF
- Boeing 757-200
- Airbus A330-200

## Ongevallen en incidenten
- Op 29 april 2013 rond 15:30 uur Afghaanse tijd (11:00 uur UTC) stortte National Airlines-vlucht 102, een Boeing 747-400BCF met registratienummer N949CA, neer na te zijn opgestegen van baan 03 van de vliegbasis in Baghram, Afghanistan. Het toestel voerde een vrachtvlucht uit voor de Amerikaanse luchtmacht. Alle zeven bemanningsleden kwamen om bij het ongeval. Het ongeval werd gefilmd door een automobilist.[7]